# Vientiane (prefektura)
Vientiane ili Viengchan (također poznata kao: Urban Vientiane, Vieng Chan ili Viang Chan, laoški: ນະຄອນຫຼວງວຽງຈັນ, Nakhonluang ViengChan) je jedina prefektura u Laosu, dok je ostali dio zemlje podjeljen na šesnaest provincija. Prefektura je osnovana 1989. godine, kada je izvojena iz provincije Vientiane.

## Zemljopis
Prefektura se nalazi u sjeverozapadnom dijelu zemlje, prostire se na 3.920 km2.  Susjedne laoške provincije su Vientiane na sjeveru i zapadu te Bolikhamsai na istoku. Prefektura graniči s Tajlandom na jugu.

## Demografija
Prema podacima iz 2005. godine u prefekturi živi 698.254 stanovnika, dok je prosječna gustoća naseljenosti 178 stanovnika na km².

## Administrativna podjela
Prefektura je podjeljena na devet distrikta. Distritci napisani podebljanim slovima dio su grada Vientiana, koji je službeno poznat kao Vientiane glavni grad.
| karta | kod          | ime       | laoški |
| ----- | ------------ | --------- | ------ |
|       |              |           |        |
| 01-01 | Chanthabuly  | ຈັນທະບູລີ    |        |
| 01-02 | Sikhottabong | ສີໂຄດຕະບອງ |        |
| 01-03 | Xaysetha     | ໄຊເສດຖາ   |        |
| 01-04 | Sisattanak   | ສີສັດຕະນາກ  |        |
| 01-05 | Naxaithong   | ນາຊາຍທອງ  |        |
| 01-06 | Xaythany     | ໄຊທານີ     |        |
| 01-07 | Hadxayfong   | ຫາດຊາຍຟອງ |        |
| 01-08 | Sangthong    | ສັງທອງ     |        |
| 01-09 | Mayparkngum  | ໃໝ່ປາກງື່ມ   |        |